# Sauternes (dampskib)
 Der er for få eller ingen kildehenvisninger i denne artikel, hvilket er et problem. Du kan hjælpe ved at angive troværdige kilder til de påstande, som fremføres i artiklen.

Sauternes var et britisk dampdrevet fragtskib, som blev bygget 1922. Under en storm med vindstyrke 10 den 7. december 1941 under den anden verdenskrig, sank Sauternes i Fugloyarfjørður mellem Fugloy og Svínoy på Færøerne. På Færøerne kaldes skibet „Jólaskipið“, „Juleskibet“. Det oprindelige franske skib var opkaldt efter den franske Landsby og vinområde Sauternes.
Skibet blev knust mod klipperne ved Svínoy. De erfarne redningsfolk på Fugloy kunne intet stille op. Forliset skyldtes, delvis som følge af en kommunikationsfejl som skete under et dramatisk uvejr, og mandskabet telegraferede til Tórshavn, at skibet havde søgt ly i Fugloyarfjørður. Telegrammet blev mistolket, idet personalet i Tórshavn troede, de mente Fuglafjørður, som var en sikker havn. Skibet fik den skæbnesvangre ordre om at ankre op, og under aftenen og natten sled skibet sig løs. Mandskabet på "Sauternes" forsøgte forgæves at ankre op på ny, men skibet drev videre ind i mod Svínoys kyst, og til sidst blev skibet sænket af tre efterfølgende kæmpebølger. Lige før skibet sank blev der fra Fugloy observeret to redningsflåder, men begge forsvandt. Alle ombord i alt 25 mennesker mistede livet. Deraf 19 besætningsmedlemmer, fem soldater og en passager. Dagen efter kom mange vragrester fra skibet i land på øen. Der er beretninger om at en fisker roede fra Fugloy ud til skibet og advarede mandskabet om at det var farligt at ligge forankret der, men han blev ignoreret.

## Last
Skibet kom fra Skotland, og havde blandt andet julegaver med til de britiske soldater på Færøerne. Ombord befandt der sig også et beløb på 22.500 danske kroner præget i England, beregnet til at komme i omløb på Færøerne.
- 250 tons fødevarer, brændevin, penge, 3000 liter benzin og andre militære forsyninger.
- 50.000 stk. 25 øre
- 60.000 stk. 10 øre
- 50.000 stk. 5 øre
- 50.000 stk. 2 øre
- 50.000 stk. 1 øre

## De savnede
De seks fundne lig blev bisat i Klaksvík:
- George Albert Perris, 34 år, kaptajn
- Richard Smith, cirka 35 år
- John Daniel McNicol, 21 år
- Robert Ross, cirka 25 år
- Peter McKenzie Cormack, 21 år
- ukendt mand, cirka 35 år

De andre besætningsmedlemmer mindes på en mindetavle i London: William Smith, James Currie Carruthers, Donald Chapman, Donald Fraser, John Fanning Grossart, Sydney Horn, Hugh Tanser Jarvis, Henry William John Koven, Michael McCarthy, Tokuzo Mitsuda, Hugh Morrice, Robert Brown Palmer, Kenneth Lavery Rider, Alexander Ross, John Russell, Alexander Scobbie, James Wilson.

## Dykkerekspeditionerne 2000 og 2001
Juleskibets skæbne har altid bevæget færingerne og i 1999 blev fartøjet fundet ved hjælp af et undervands kamera, og der blev foretaget indledende inspektioner af dykkere. År 2000 og 2001 blev vraget besøgt i flere dykninger. Med eneret fra Færøernes Landsstyre var et dansk dykkehold i juli 2000 for første gang nogensinde nede på det meget omtalte "juleskib", der sank i Fugloyarfjørður på Færøerne den 7. december 1941, på ca. 100 m dybde. Der blev ved dykningerne taget nogle meget interessante ting op fra vraget.
2000
- Dykkerskibet Dragaberg og dykkerholdet ankommer til Færøerne den 5. juli 2000. Fredag 7. juli kl. 21.00 var dykkerne nede ved vraget i ca. 20 minutter. Sigtbarheden var god. Agterskibet var i forholdsvis god stand. Dykkerne var fascinerede af, hvor urørt vraget var, alt er urørt og ting ligger, som de har ligget, siden skibet sank i 1941. En af dykkerne optog ca. 10 minutters video af vraget. Dykkerne kunne ud fra videofilmen lave skitser og planer over vraget og vragdelene.
- Den 12. juli bjergede dykkerne maskintelegrafen, et koøje og en dybdemåler.

2001
- Det danske dykkerhold på skibet Dragaberg ankom igen til Hvannasund den 11. maj 2001 og foretog den første dykning mandag 14. maj 2001 på positionen, hvor Juleskibet sank. Der blev hævet et koøje og skibsklokken blev lokaliseret. Næste dag lykkedes det at hæve skibsklokken. På klokken, der er hel og i god stand, er der graveret "SAUTERNES" og dermed det endelige bevis på, at vraget Juleskibet.
- På grund af dårligt vejr og stærk strøm blev dykningerne afsluttet i denne omgang og den 20. maj tog dykkerne tilbage til Danmark.